# باستيان فاسكيز
باستيان فاسكويز (9 أبريل 1990 - 2015)، والمعروف أيضًا باسم  «أبو صَافِيَّا»، مقاتل نرويجي يقاتل في صفوف لتنظيم الدولة الإسلامية. من المتوقع أنه قُتل في يناير أو في أبريل أو مايو من عام 2015.

## نشأته
ولد في شين بالنرويج وكان مسيحي الديانة، وله أصول تشيلية، وكان منضم لمجموعة من مطربي الهيب هوب، انضم فاسكيز إلى الجماعة الإسلامية النرويجية «أمة النبي»، بعد تعرفه على محي الدين محمد، بعد أن اعتنق الإسلام في سن المراهقة. وسافر إلى سوريا في عام 2012. ثم انضم إلى تنظيم الدولة الإسلامية، في عام 2013 ظهر في مقطع فيديو على يوتيوب وجّه فيه تهديدات ضد الحكومة النرويجية وملك النرويج.

## ظهوره في مواد مركز الحياة للإعلام
في 29 يونيو 2014 ظهر فاسكيز في فيلم أصدره مركز الحياة للإعلام بعنوان "The End of Sykes-Picot" (نهاية سايكس بيكو)، كما ظهر في شريط فيديو آخر يصف فيه كيف قتل هو وآخرون الجنود العراقيين، وبعد نشر الفيلم وجهت إليه تهم بموجب قوانين مكافحة الإرهاب في النرويج وكان مطلوبًا من خلال الإنتربول، وتم تجميد حساباته المصرفية.

## روابط خارجية
- الإصدار المرئي نهاية سايكس بيكو (The End of Sykes-Picot) من تقديم باستيان فاسكيز على أرشيف